# Попов, Никита Саввич
Никита Саввич Попов (1763—1834) — русский писатель, географ, краевед, директор Пермской гимназии, издатель первого в России географо-экономического описания Пермской губернии.

## Биография
Никита Саввич родился в Красноуфимском округе, Пермского наместничества, 19 января 1763 году в семье ротного писаря Саввы из духовного сословия. Брат Иоанн Попов в будущем станет дьячком.
В начале 1777 года поступил в Вятскую Духовную Семинарию. 15 ноября 1783 года перешел в учительскую семинарию Янковича де Мириево (позже ставшим педагогическим институтом), где занимался у профессоров Головина, Зуева, Гакмана, Сырейщикова. Посещал публичные лекции при Академии наук академика Озерецковского, Котельникова и Соколова. 20 августа 1786 года окончил семинарию.
22 сентября 1786 года вместе с тремя студентами был определён графом П. В. Завадовским, председателем комиссии об учреждении училищ, в качестве старшего учителя естественной истории, географии и всеобщей истории Главного народного училища (преобразованного из городской народной школы, основанной в 1783 году), расположенного в городе Перми.
В 1801 году вышло сочинение Никиты Попова — «Ода изображение благоденствия России под державою государя императора Александра Павловича на день высочайшего коронования сентября 15 дня 1801 года».
В 1802 году Пермский губернатор Модерах по указу императора Александра I содействовал Вольному экономическому обществу в хозяйственном описании России. Описание Пермской губернии было поручено Попову Н. С., который составил «Хозяйственное описание Пермской губернии», (первое издание в 2 томах появилось в Перми, в типографии Пермского губернии в 1804 году; второе издание в Санкт-Петербурге, иждивением Вольно-экономического общества в 3-х томах (1811—1813 годах). Попов сделал географический, этнографический, исторический и промышленный очерк Пермского края. Для своего же времени книга была наилучшим сочинением в этом роде. Кроме этого капитального труда Попов ежегодно помещал много разнообразных заметок о Пермской губернии в «Казанских Известиях», издававшихся с 1811 по 1820 год. В 1807 году составил исторические записки о всех училищах Пермской губернии.
А 4 января 1807 года Попов был назначен адъюнктом в Казанский университет, но уже 18 ноября 1807 года был назначен на должность директора училищ Пермской губернии, оставаясь и преподавателем в училище, а с 29 июня 1808 года — директором Пермской гимназии. В марте 1821 года Попов был избран членом Казанского общества любителей отечественной словесности, а 28 марта 1821 года — членом-корреспондентом Вольного общества любителей российской словесности. 27 ноября 1819 года произведён в коллежские советники, а 25 июля 1824 года в статские советники. 19 января 1829 года вышел в отставку.
1 июля 1834 года Никита Саввич умер.
Семья
- Сын — Василий Никитич Попов — диакон села Ключей Воскресенской церкви Красноуфимского уезда[2].
- Внучка — Александра Васильевна Попова, рожденная в 1801 году, вышла замуж за пономаря Предтеченской церкви Гаврило Васильевича Будрина, рождённого в 1788 году.

## Критика
Пермский купец Смышляев так описывает Н. С. Попова в 1799 году «мой старший учитель Никита Саввич был скуп, из-за него мне приходилось жить не как пансионер, а как слуга: жил в избе и ел с работником и работницей. За нечаянно разбитые тарелки учитель мой, схватив меня за волосы, повалил и бил пинками, насколько сил его хватило, он окровавил меня и проломил мне голову. Этим кончилась последняя моя ученость, продолжавшаяся около семи месяцев».